# Castello di Lichtengraben
Il castello di Lichtengraben (in tedesco Schloss Lichtengraben) si trova nell'omonima frazione del comune austriaco di Bad Sankt Leonhard im Lavanttal, Distretto di Wolfsberg appartenente al Land della Carinzia. Venne edificato nel XVI secolo.

## Storia

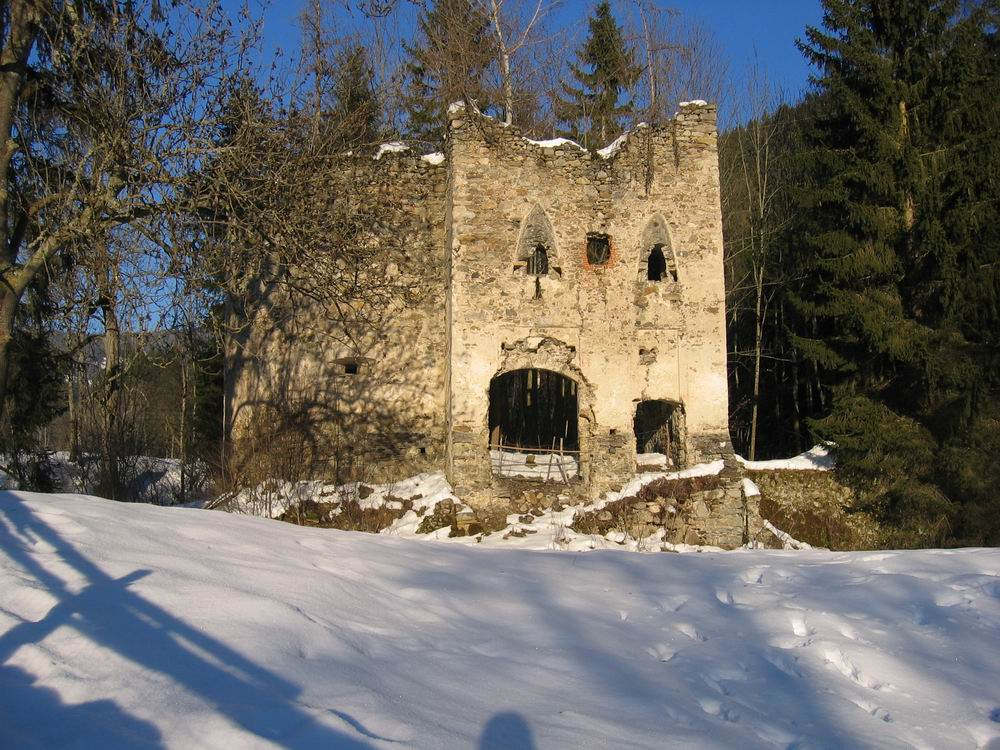
Rovine dell'antico Painburg

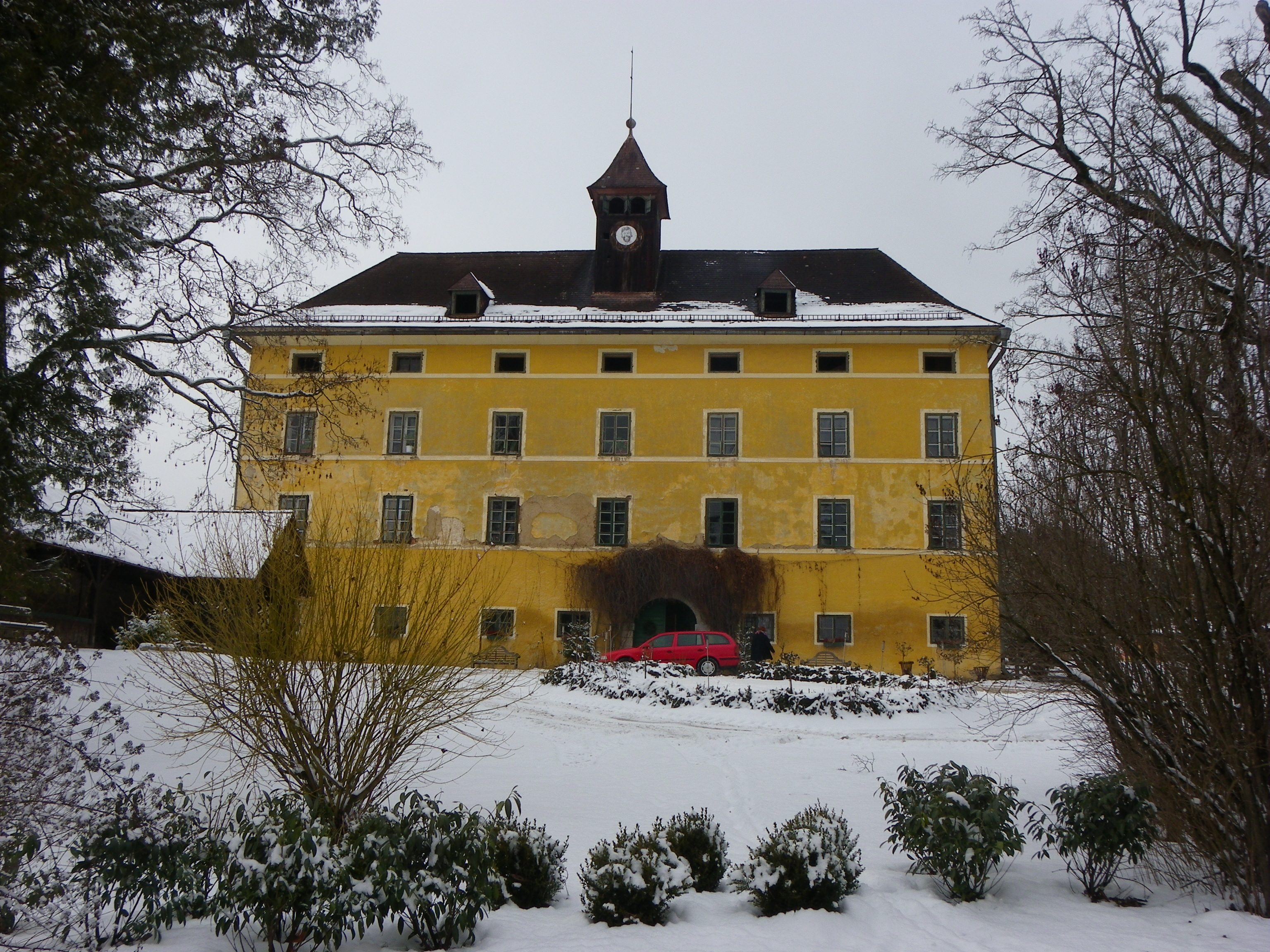
Castello di Lichtengraben

Il castello di Lichtengraben fu costruito nella prima metà del XVI secolo quando i signori von Pain trovarono la loro residenza di quel periodo troppo scomoda anche se questa aveva già sostituito la precedente ed ancestrale prima dimora della famiglia, il Painburg. Fu Siegmund von Pain a decidere la costruzione del nuovo castello che in seguito fece edificare, intorno al 1579, anche quello di Wiesenau. I signori von Pain si erano arricchiti con l'attività mineraria nella Carinzia e potevano quindi permettersi di avere sempre residenze moderne e comode anche se, durante la costruzione del nuovo palazzo, i singoli cimeli del precedente palazzo furono giustamente riutilizzati. Già nel 1564 intanto Peter ed Ehrenreich von Pain avevano preso il nome dal sito di Lichtengraben, come era tradizione nobiliare. Anche i loro successori nella famiglia continuarono a lavorare come commercianti e finanziatori nel settore minerario e metallurgico sino a quando nel 1615 Seyfried von Pain fece investimenti sbagliati e dovette dichiarare fallimento. Sebbene i suoi principali creditori fossero le sue due sorelle e sua madre il castello dovette essere ceduto per alcune quote di proprietà al maestro della zecca della Carinzia Melchior Putz von Kirchheimegg e Hans Christoph von Pain, che morì nel 1652, fu l'ultimo membro della sua famiglia. Il castello di Lichtengraben in quel particolare momento storico ebbe diversi proprietari per lo più legati gli uni agli altri e tale situazione ebbe termine solo nel 1711 quando il maniero venne acqustato dal colonnello del reggimento Pandour di Trenck, Franz Josef Freiherr von Teuffenbach. Il castello di Lichtengraben rimase alla famiglia Teuffenbach fino al 1839 quando passò all'industriale del ferro Eugen Ritter von Dickmann che vi fece eseguire importanti lavori di ampliamento. Dopo il 1870 la struttura passò alla Hüttenberger Eisenwerksgesellschaft che più tardi fu sostituita dalla Alpine Montangesellschaft.
Castello e tenuta vennero acquistati nel 1886 dal console generale reale norvegese Karl Neufeld e rimasero tra le proprietà della sua famiglia sino alla seconda metà del XX secolo. Dagli anni novanta circa appartiene alla famiglia Rittler che vi gestisce un frutteto e un allevamento di trote affittando a richiesta la dimora per feste private.

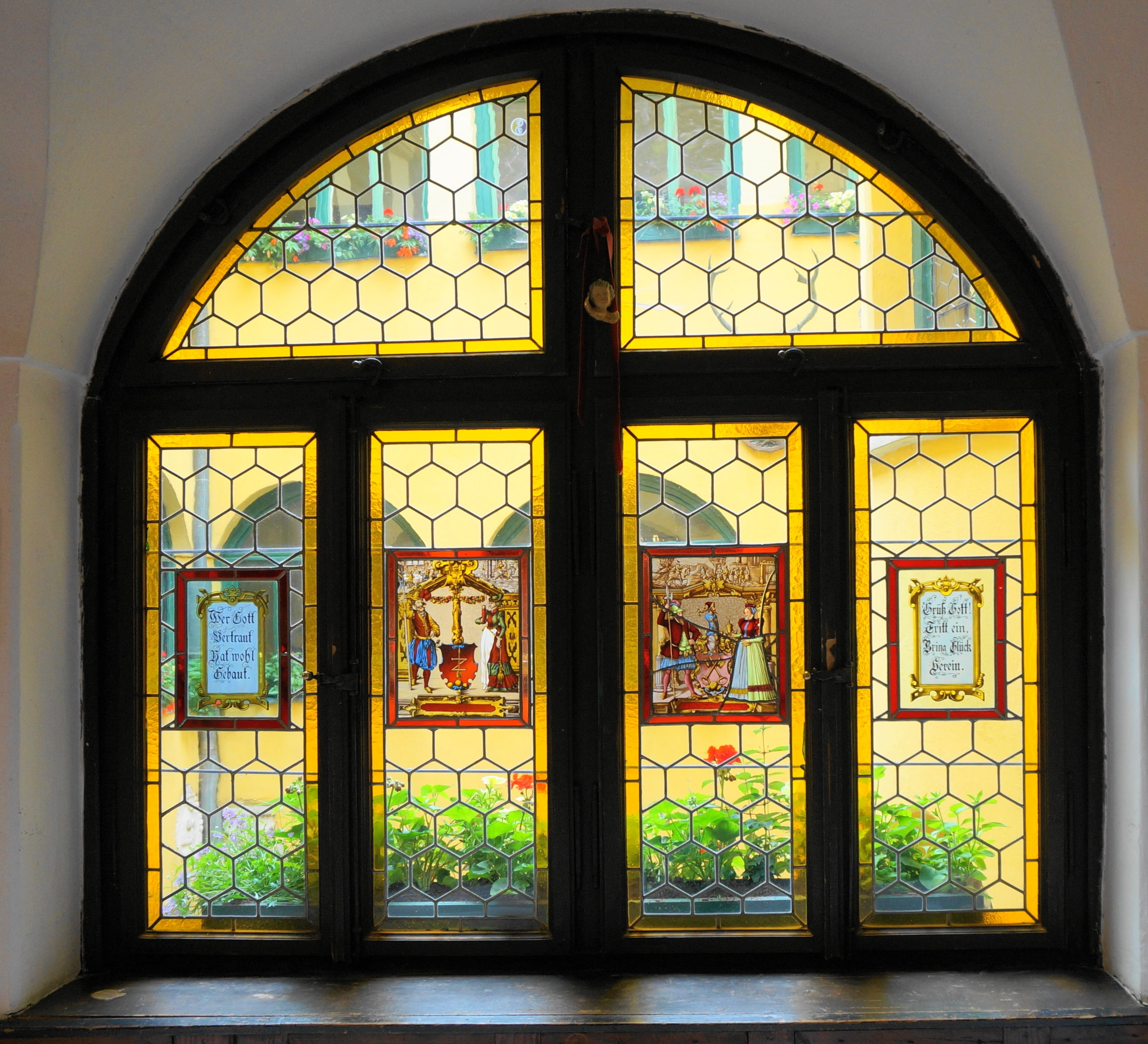
Grande vetrata del castello di Lichtengraben posta al piano terreno

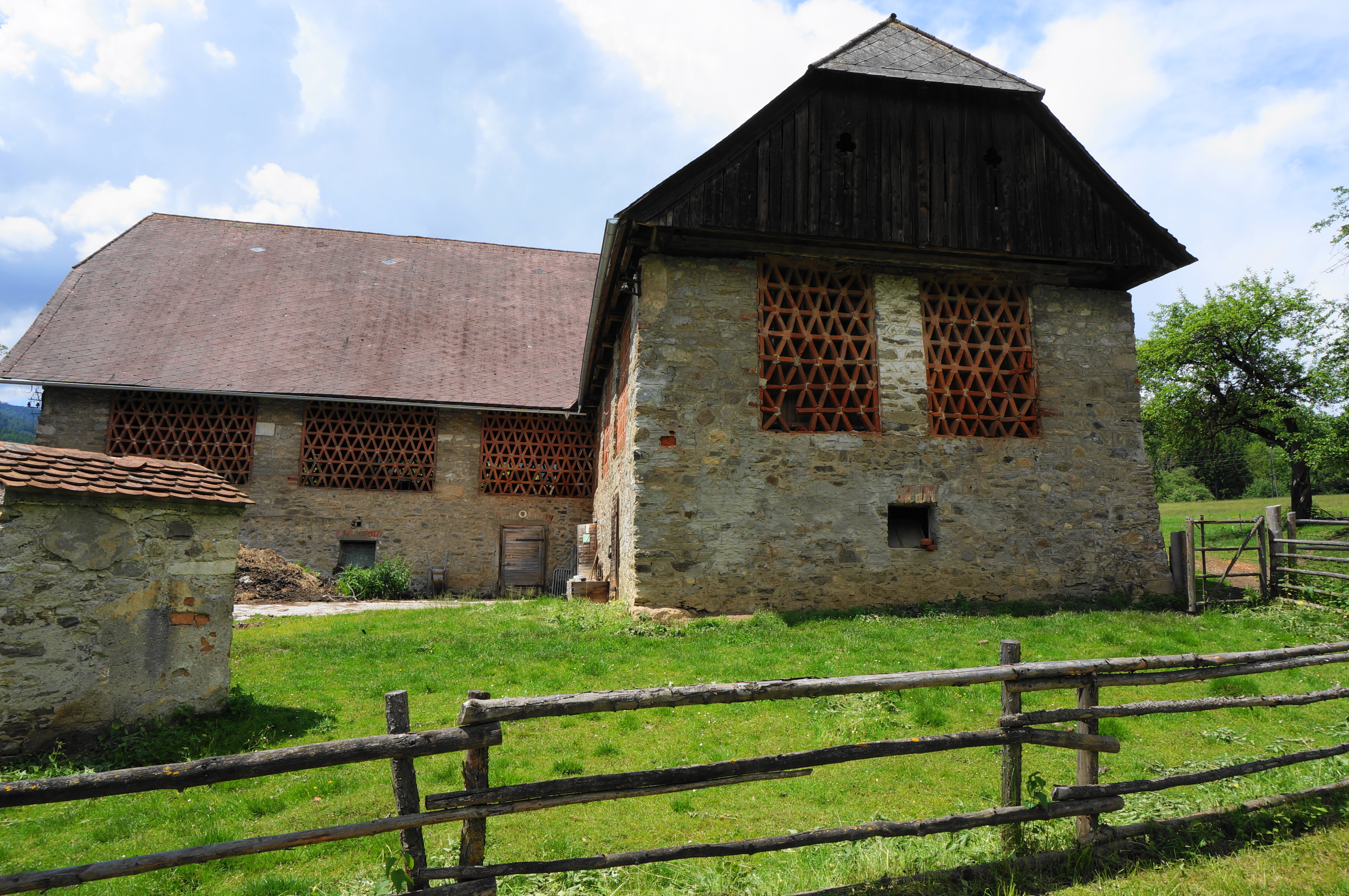
Fienile in mattoni a traliccio nella tenuta del castello di Lichtengraben

## Descrizione
Il castello si trova a Lichtengraben, frazione del comune austriaco di Bad Sankt Leonhard im Lavanttal nel Distretto di Wolfsberg, Land della Carinzia. La struttura è maestosa, in stile rinascimentale, eretta in una valle laterale sulla riva sinistra del Lavant. Si tratta di un edificio a base quadrata di tre piani con sottotetto ristrutturato più volte dopo la sua costruzione. Le semplici facciate sono caratterizzate solo orizzontalmente da fasce orizzontali che separano i singoli piani. La facciata principale, rivolta a sud-est, è arricchita da una torretta con orologio. Il portale è semplice e rustico, e permette l'accesso al piccolo cortile interno. Questo aveva originariamente portici a tre piani su tutte le sue facciate interne che, in seguito ad una ristrutturazione avvenuta nel XVIII secolo, sono stati chiusi con muratura. Sono stati lasciati i portici del piano terra che conservano importanti vetrate policrome. Sulle pareti interne del cortile sono presenti alcuni rilievi marmorei rotondi, tre dei quali raffigurano una sirena. Su una di esse è riportato l'anno 1544, probabilmente quello in cui il castello fu completato. All'ingresso è interessante una mensola a volta che raffigura due uomini armati di pugnali che reggono la testa di un vitello e presumibilmente questo particolare proviene dal vecchio Painhof. La scala nel cortile è relativamente recente e fu aggiunta solo nel 1920. L'ex cappella del palazzo si trova nell'angolo nord del primo piano e la sua posizione è riconoscibile dalle strette finestre ad arco. La stanza a due piani fu successivamente utilizzata come biblioteca.

### Bene architettonico tutelato
Il castello di Lichtengraben è stato posto sotto tutela dei monumenti da parte della Repubblica austriaca col numero 75701.